# Székelydálya
Székelydálya (románul Daia) falu Romániában Hargita megyében.

## Fekvése
Székelyudvarhelytől 13 km-re délre, az Ége-patak völgyében fekszik, Kányádhoz tartozik, melytől 6 km-re délkeletre van.
Orbán Balázs A Székelyföld leírása című művében így erről a tájról: "Dersről Musna felé menve, egy a Derspatakába jobbpartilag szakadó csermelyt Pénzespataknak hivnak. Itt régen még névleg is feledékenységbe ment falu feküdt, melynek lakói Dersnek Felszeg nevü negyedében telepedtek. Ezek birják nagyrészt most is az ott lévő földeket. A néphit azt tartja, hogy ott sok kincs, arany csákány, arany hegedű stb. van elásva, nemtők őrködése alatt. Alább van délre Lászlóhegye, mely sz. László emlékét őrzi, és a Here, melyet – az Udvarhelyszéken sokat hivatalnokoskodott – Veress család (melynek utódai ma is élnek Dersben) birt.
Még alább a baloldalon van a hires Ramócsa. Nevezetes is e hegy növényzeti tekintetben, mert annak fennlapját a szóteljes értelmében ellepi a ramócsavirág (gyalogborostyán, daphne kneoron), mely ily nagy mennyiségben sehol a világon nem tenyészik, s midőn májusban virágzik, akkor a biborpirostól minden szinben váltakozó szinpompában tünik fel az egész hegy, a légillattárral van eltelve, s kik a természet ily kiváló helyein üdülést találnak, fel is keresik azt most, s felkeresték régen is. Egykor valamelyik fejedelem vadászott e vidéken, mondja a hagyomány, a székelyek kapitánya (talán valamelyik Petki) a Ramócsatetőn nagy vadászebédet rendezett tiszteletére. A kedvderitő bilikomok nedvétől a hős dallam hallásától, a természet üde szépségétől elragadtatott fejedelem teljes jó kedvében azt mondta az őtet megemberelő kapitánynak: ”A hely, mit három óra alatt meg tudsz kerülni, tiéd lesz,” és ő a Ramócsát kerülve meg, nyerte el. Abból, hogy e helyet egész az utóbbi időkig a Dániel család birta (nem rég vette meg a falu), azt lehetne következtetni, hogy a hagyomány által névtelenül emlitett kapitány valamelyik Dániel előd volt."

## Nevének eredete
A Dálya helynév a szláv eredetű Dalja személynév és a lakosság nemzetiségére utaló székely előtag megkülönböztető szerepű összetétele – Kiss 1997. II., 541. old.
A falu nevének eredetére utaló monda szerint egykor tündérlányok jártak a tájon – Klára, Dála, Ramocsa –, és mindhárman a környék egy-egy varázslatos táján alapítottak otthont. A középső számára különösen kedves volt ez a vidék, s többször vissza is tért erre a helyre, a település így kapta nevét Dáláról.

## Története
Első írásos említése a pápai tizedjegyzékből maradt fent: 1333-ban „Item Clemens de Daya solvit II. et medium banales” (Dálya Kelemen nevű papja két és fél báni dénárt – MonVat I. 115. old.).
1910-ben 604 magyar lakosa volt. A trianoni békeszerződésig Udvarhely vármegye Homoródi járásához tartozott. 1992-ben 280 lakosából 279 magyar és 1 román volt.

## A református templom

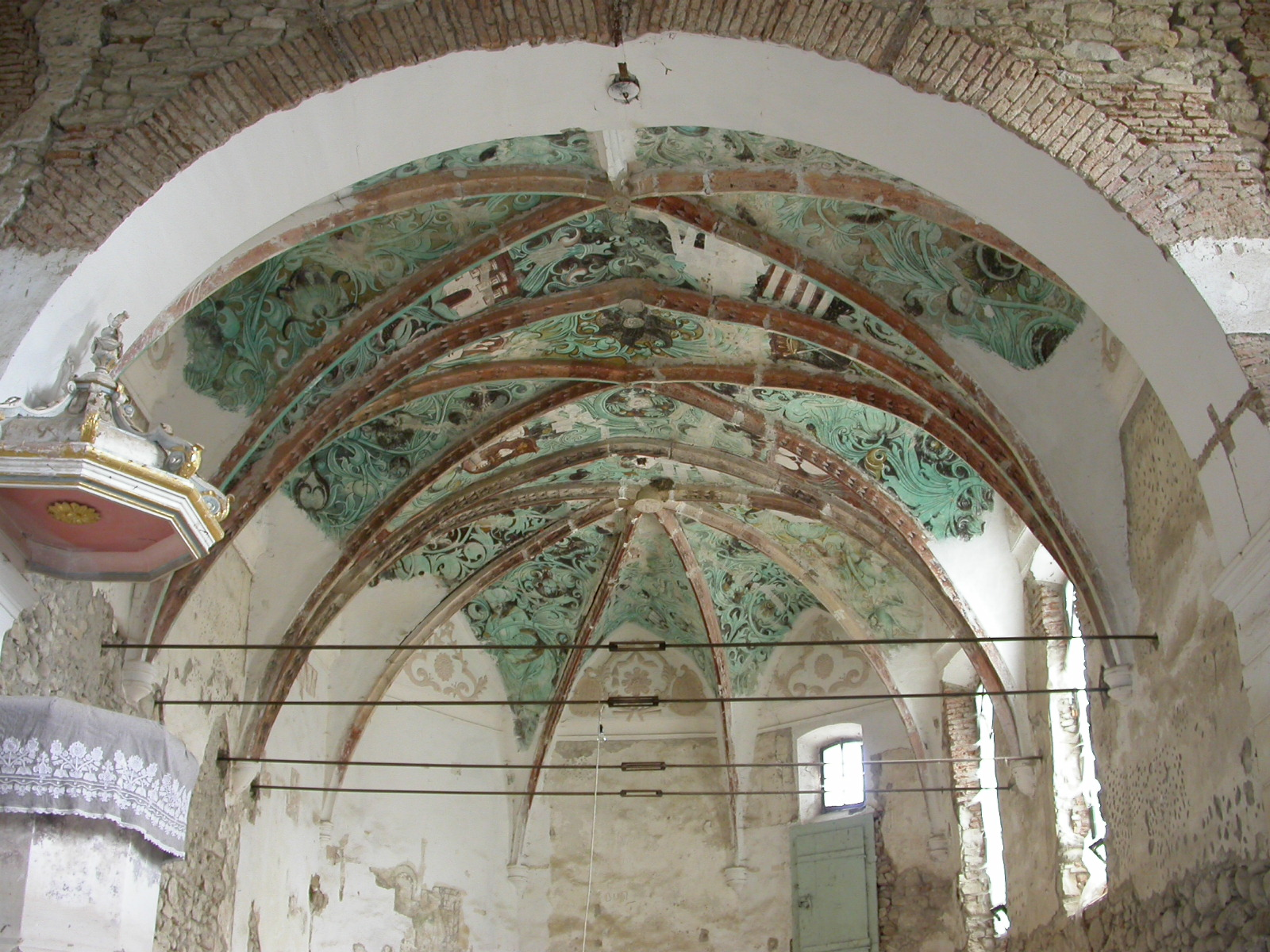

A templom körül 12. századi temetkezések nyomait találták meg, tehát már ekkor templomos hely volt. Ennek a templomnak a helyén épült református temploma a 14. század második felében. Értékes 14. századi falfestményei vannak, kazettás famennyezetét 1630-ban festették. "Egyike a legbiztonságosabban értelmezhető képrendű festett mennyezeteinknek. A 8x7 táblából álló együttes (ma két táblája hiányzik, illetve rekonstruálhatatlan mintázatú) a középvonala mentén két, egyenként 4x7-es egységre bomlik. A két részt a kellő középen a két táblára szétterülő ún. „királykazetta” fogja össze. A tőle jobbra eső menny(ezet)-félen – ez a szemlélő oldaláról nézve bal kéz felőlinek adódik – határozottabb körvonalakkal rajzolt alakzatokat láthatunk, bal oldalt elmosódottabbak, kialakulatlanabbnak tűnők az ábrák.
A mindezideig legmegbízhatóbb elemzést a képek kozmikus keretekben kifejtett üdvtörténeti mondandójáról a templom mai lelkipásztora, Fülöp Szabolcs adta (munkája egyelőre kéziratban várja a továbbfejlesztést, majd a kiadást), ehhez fűzzük hozzá a magunk, ugyancsak publikálatlan kiegészítéseit. Ezek szerint a mennyezet jobb fele valódi kozmogóniai folyamatok leképezésének (is) tekinthető, amelyeknek a forráshelye a királykazetta fölött elhelyezkedő tábla. Ezen a mindenség első mozdulásaira jellemző „cluster” („fürt”) képlet jelenik meg, egy „fekete lyukból” kibomlóan. További kibontakozását a négy sarok felől benyomuló növényi (azaz növekedési) tendenciák fogják korlátok közé, de már előre látható: ebből a „fény-fürtből” lesz a mindenség kifejlődésének egy későbbi szakaszában a festett kazettás mennyezeteinken oly gyakran megjelenő „szőlőfürt” motívum. Ez a mindenség-differenciálódás a középvonaltól jobbra haladva lépésről-lépésre végigkövethető a dályai mennyezeten. A következő lépésben egy „fehér lyuk” kerül a folyamatok középpontjába. Benne (jelenleg erősen megkopva, de azért aránylag jól kivehetően) egy „yang-yin” típusú mozdulás nyomvonala rajzolódik elénk. A „fehér lyukat” gyűrű veszi körül, amelyben a szemünk láttára alakul ki a manicheizmusnak a szőlő mellett másik kulcsszerepet játszó jelvénye, a dinnye. A növekedési (növényi) léttendenciák itt már nem kívülről befelé, hanem megfordítva, belülről kifelé áradnak, bár ha a „pontosított” jelzésnek hihetünk, itt sem határtalanul.
A harmadik tábla középpontjában a kiteljesedett fény – ugyancsak manicheista forrásokból ismert – képjelét látjuk. A növekedési tendenciák innen már nem egyenes úton bontakoznak tovább, hanem örvénylő mozgásrendszerben – az életgenerálásra alkalmas spirálgalaxisok felülnézeti képét rajzolván így elénk. Végül az utolsó tábla ebben a sorban átlóra szervezetten idézi elénk ugyanezeket a növekedési tendenciákat. Így az évkörben – XIX. századi magyar elnevezéssel: a „Napúton” – kialakuló és rendeződő életlehetőségek közül az idéződik meg, amely közvetlen kapcsolatot tart a saját Tejútrendszerünk központjával, vagyis a Nyilas (keleti szóhasználattal: a Ló) téridő-egysége. Ennek a jele íródik – egyedül a tizenkét állatövi jegy jele közül – átlóra a megidézésére használt négyzetkeretben. Ugyanitt a tábla másik átlójára rendezve megjelenik a két „nagy világító”, a Nap és a (tele-)Hold képjele is. A Napút (Állatöv, Zodiákus, téri vonatkozásban: Ekliptika) kibontakozása azonban nem ebben az irányban részleteződik a székelydályai menny(ezet)en. Az előbbi mozgásrendszer második, „fehér lyuk”, illetve „dinnye” stációja egy keresztirányú kibontakozási útvonal csuklópontjának is tekinthető. Ennek az útvonalnak az egyes stációi már igen pontosan azonosíthatók az évköri-állatövi keretek között. Ezúttal csupa olyan képjellel találkozunk, amely a magyar népművészet más ágaiban, továbbá egyéb kazettás mennyezeteken is sűrűn előfordul, és így évköri szerepük azonosítása nem okozhat nehézséget.
A négy sarkalatos jegy, a tavaszi (Kos), illetve őszi (Mérleg) napéjegyenlőséggel induló hónapok, továbbá a nyári (Rák), illetve téli (Bak) napfordulóval indulók szokványos jeleinek tekinthetők – az előbbi sorrendet tartva – az ún. „Kétfejű sas”, a hételemű párta-alakzat, a hófehér színű, fiait saját vérével tápláló „Pelikán”, végül a hurkos farkú fekete sárkány. A napéjegyenlőségek jelei közvetlenül egymás mellé kerültek, lévén, hogy a természetes (Nap-)fényjárás évi útvonala e két időpontban közel egybeesik. A napfordulós jelek közül az egyik, a téli közvetlenül az északi fal mellett található. Ilyenkor mélyen jár a nap, a fénye tehát – az ablakrézsükről visszatükrözve – messzire vetül be a templomtérbe. A nyári napforduló jele viszont a déli faltól számítva csak a második kazettasorba kerülhet, mert a fal vastagsága miatt az ekkor magasan járó nap fénye nem tud közvetlenül a fal mellé visszaverődni."
A templom külső, déli falán terjedelmes, eddig megfejtetlen rovásfelirat található.1794-ben átalakították, tornya 1799 és 1804 között épült. Erődített védőfal övezi, melyen 1774-es évszám olvasható.

## Híres emberek
- Itt született 1903-ban Bene József festőművész
- Itt született 1927-ben Cs. Gergely Gizella tanár,néprajz kutató
- Itt született 1928-ban Bálint Lajos nyomdai korrektor, műszaki szerkesztő
- Itt született 1929-ben Lázár Tibor gépészmérnök, műszaki szakíró
- Itt született 1936-ban Bálint Mózes nyugalmazott művezető, könyvszerkesztő, fotós, író
- Itt született 1947-ben Lörincz József tanár, költő, közíró, irodalomtörténész, néprajzos

## Érdekesség
Magyary Ágnes budapesti író (édesanyja a település szülötte) 2024-ben megjelent regénye, Az örök székely Székelydályán játszódik.